# 梅達里維爾 (印地安納州)
梅達里維爾（英語：Medaryville）是一個位於美國印地安納州普瓦斯基縣的城鎮。

## 人口
根據2010年美國人口普查的數據，梅達里維爾的面積為1.19平方千米，當中陸地面積為1.19平方千米。當地共有人口614人，而人口密度為每平方千米516人。